# تابندگی

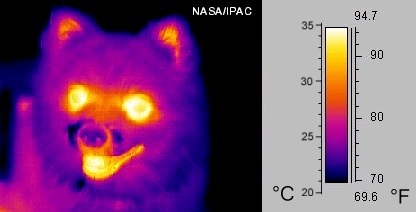
نمایی از ترموگرام (تصویر فروسرخ) از یک سگ، با درجهٔ حرارت حرارت فارنهایت. این نمودار نشان می‌دهد تابندگی در این سگ، چقدر است.

تابندگی (به انگلیسی: Radiance) نشان می‌دهد که چه مقدار از توان ساطع، بازتاب، ارسال یا دریافت شده توسط یک سطح توسط یک سیستم نوری که از زاویه دید مشخصی به آن سطح نگاه می‌کند، دریافت می‌شود. در این مورد، زاویه ثابت مورد نظر، زاویه ثابتی است که به ورودی مردمک سیستم نوری فرومی‌رود. از آنجایی که چشم یک سیستم نوری است، درخشندگی نشانگر خوبی از میزان روشنایی یک جسم است. به همین دلیل، تابندگی و درخشندگی هر دو را گاه «درخشش» می‌نامند. اکنون این استفاده منع شده است (برای بحث به مقاله درخشش مراجعه کنید). استفاده غیر استاندارد از «درخشش» برای «تابش» در برخی زمینه‌ها، به ویژه فیزیک لیزر، همچنان ادامه دارد.

## یکاهای رادیومتری در اس‌آی
| کمیت                  | نماد     | یکا(ها) در اس‌آی                                                  | نماد یکا(ها)                  | یادداشت                                                                                              |
| --------------------- | -------- | ---------------------------------------------------------------- | ----------------------------- | --- |
| انرژی تابشی           | Q        | ژول                                                              | J                             | انرژی                                                                                                |
| شار تابشی             | Φ        | وات                                                              | W                             | توان تابشی که همچنین انرژی تابشی بر یکای زمان نامیده می‌شود                                           |
| نیرومندی تابش         | I        | وات بر استرادیان                                                 | W·sr−1                        | توان بر زاویه فضایی                                                                                  |
| تابش                  | L        | وات بر استرادیان بر متر مربع                                     | W·sr−1·m−2                    | توان بر یکای زاویه فضایی بر یکای پیش‌بینی شده مساحت مبدا. که در برخی رشته‌های تحصیلی شدت خوانده می‌شود. |
| پرتو افکنی-چگالی تابش | E, I     | وات بر متر مربع                                                  | W·m−2                         | توان بر سطح بعضی وقت‌ها به اشتباه "شدت" خوانده می‌شود.                                                 |
| پرتو افکنی            | M        | وات بر متر مربع                                                  | W·m−2                         | توان بیرون آمده از سطح.                                                                              |
| تابش-رادیوسیتی        | J یا Jλ  | وات بر متر مربع                                                  | W·m−2                         | نور منتشر شده به‌اضافه بازتاب توان بیرون آمدن از سطح                                                  |
| تابش طیفی             | Lλ یا Lν | وات بر استرادیان بر متر۳ یا وات بر استرادیان بر متر مربع بر هرتز | W·sr−1·m−3 یا W·sr−1·m−2·Hz−1 | عموما بدین صورت اندازه‌گیری می‌شود: W·sr−1·m−2·nm−1                                                    |
| پرتو افکنی طیفی       | Eλ یا Eν | وات بر متر۳ یا وات بر متر مربع بر هرتز                           | W·m−3 یا W·m−2·Hz−1           | عموما بدین صورت اندازه‌گیری می‌شود: W·m−2·nm−1                                                         |